# Refuge for Degenerates
Refuge for Degenerates är det svenska garagerockbandet The Peepshows' tredje studioalbum, utgivet 2003 på Burning Heart Records.

## Låtlista
1. "In the Dirt"
2. "Midnight Angels"
3. "Gimme Bullets"
4. "Monochrome 76"
5. "Nailed to the Ground"
6. "Count Me Out"
7. "Between a Rock and a Hard Place"
8. "My Soul's Descent"
9. "Self Degraded"
10. "Where the Roads Have No End"
11. "Muddy Waters"
12. "When I Fall"

### Fotnoter
1. ↑  ”Refuge for Degenerates”. Discogs.com. http://www.discogs.com/Peepshows-Refuge-For-Degenerates/release/2305661. Läst 14 april 2012.